# Fredius granulatus
Fredius granulatus is een krabbensoort uit de familie van de Pseudothelphusidae. De wetenschappelijke naam van de soort is voor het eerst geldig gepubliceerd in 1998 door Rodríguez & M. R. Campos.